# Rote Trotte (Winterthur)

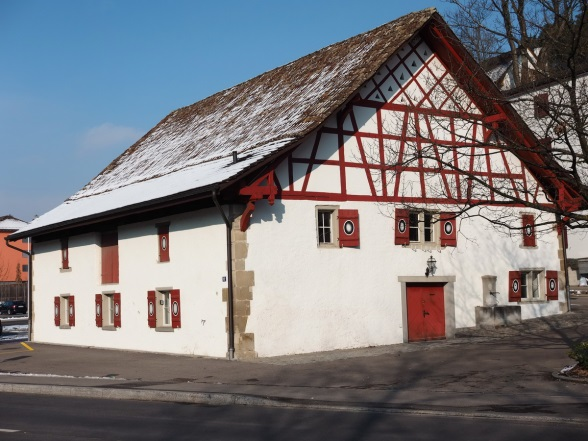
«Rote Trotte» in Winterthur

Die Rote Trotte ist ein Trottgebäude beim Haus «Zum Grafenstein» in Winterthur an der Schlosstalstrasse 92. Sie ist benannt nach dem roten Balkenwerk. Erbaut wurde sie 1766, wie es im Giebel-Wappen «Winkler und Initialen» belegt ist.

## Geschichte
1766 als Baujahr ist aufgrund der Malerei auf dem östlichen Giebelfeld und dem Spruch auf der nördlichen Vordachpfette bekannt.
1982 wurde das Gebäude umfassend restauriert und dokumentiert.

### Besitzer- und Baugeschichte der Schlosstalstrasse 92
| Jahr | Besitzer                                             | Bemerkung |
| ---- | ---------------------------------------------------- | --- |
| 1766 | Hans Ulrich Winkler Müller zu Töss                   | Besitzer und Baujahr laut aufgemaltem Spruch auf der bergseitigen Vordachpfette. |
| 1770 | Andreas Schiller                                     | Kaufte die Trotte von H. U. Winkler. |
| 1826 | Heinrich Specker                                     | Der erste im Lagerbuch der «Brandassekuranz Töss» genannte Besitzer. Direkt unter diesem Namenszug wird auch ein Ludwig Wetter genannt, möglicherweise als Mitbesitzer. Die Trotte ist zu 3/4 in Stein gebaut, 1/4 ist Riegelbau und ein Ziegeldach. Der Assekuranzwert beträgt 1800 gl. |
| 1832 | Ludwig Wetter und Mithafte                           | Neue Eigentümer, vermutlich als Trotten-Korporation zusammengeschlossen. Die Bausubstanz wird mit 1/2 gemauert und 1/2 Riegel angegeben und der Assekuranzwert mit 2000 gl. |
| 1852 | Conrad Lehmann und Mithafte                          | Als neue Besitzer genannt. |
| 1854 | Conrad Lehmann und Mithafte                          | Das Trotthaus wird als Steinbau mit Ziegeldach beschrieben und mit 3'000 Fr. Assekuranzwert versichert. Zwei Trottwerke aus Holz, zu je 500 Fr. Assekuranzwert werden extra aufgeführt.                                                                                                  |
| 1863 | Conrad Lehmann und Mithafte                          | Die Assekuranzwert steigen für das Trotthaus auf 3'800 Fr und die beiden Trottwerke auf je 600 Fr. |
| 1893 | Jacob Leemann Kläui und Mithaft                      | Verantwortliche Eigentümer. |
| 1897 | Jakob Lehmann Kläui und Mithafte in Töss             | Nicht alle mitverantwortlichen Besitzer wohnen in Wülflingen. Die Bausubstanz wird mit 7/8 gemauert und ⅛ Riegel beschrieben. Das Gebäudevolumen beträgt 1225 m. Der Assekuranzwert des Trotthauses ist mit 3'600 Fr. eingesetzt, jener der beiden Trottwerke mit je 600 Fr.             |
| 1890 | Jakob Lehmann Kläui und Mithafte in Töss             | Vermutlich nach baulichen Massnahmen wird der Assekuranzwert mit 4'300 Fr. angegeben und nur noch ein Trottwerk zu 700 Fr. Assekuranzwert aufgeführt. |
| 1912 | Friederich Schiller                                  | Einziger Eigentümer der Trotte. |
| 1926 | Collektivgesellschaft Gebr. Brossi Bauunternehmungen | Neue Besitzerin, nutzt das Trotthaus als Magazingebäude. Das Trottwerk wird abgetragen. Der Assekuranzwert ist 9'000 Fr. |
| 1939 | Collektivgesellschaft Gebr. Brossi Bauunternehmungen | Der Assekuranzwert steigt auf 13'500 Fr. |
| 1948 | Collektivgesellschaft Gebr. Brossi Bauunternehmungen | Der Assekuranzwert steigt auf 28'000 Fr. |
| 1953 | Oskar Brossi                                         | Neuer Besitzer. |
| 1963 | Oskar Brossi                                         | Nach verschiedenen Umbauten wird das Gebäude als Magazin und Werkstatt genutzt. Der Assekuranzwert steigt auf 55'000 Fr. |
| 1982 | Oskar Brossi AG                                      | Neue Besitzerin. Das Gebäude wird umfassend restauriert. |
| 1992 | Oskar Brossi AG                                      | Mit Betonverbundsteinen wird die Umgebung neu gestaltet und bepflanzt. |
| 2015 | Oskar Brossi AG                                      | Umbau und Restaurierung der Trotte durch die Maiergrill AG. Neu wird die Rote Trotte Winterthur als Eventlocation und für Büroräumlichkeiten sowie als Depot genutzt. |

### Grossumbau 2015/2016

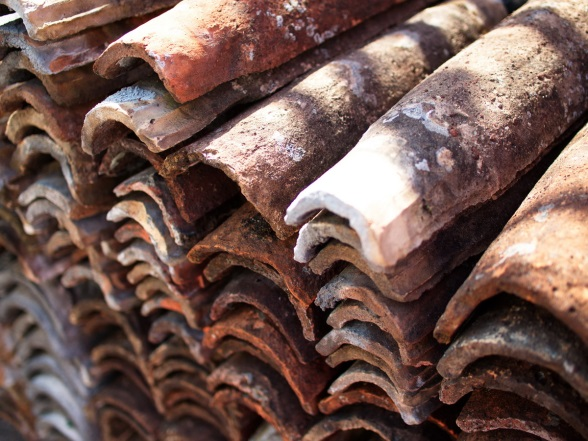
Rote Trotte Winterthur – Dachziegel

Die 250 Jahre alte Trotte wurde in den Jahren 2015/2016 aufwendig restauriert und umgebaut. Die jahrhundertealten Klosterziegel wurden während der Renovation zwischengelagert und wieder verwendet. Die Natursteinwände und die komplette Balkenkonstruktion wurden im Originalzustand erhalten. Heute dient das Gebäude als Eventlocation, Büroräumlichkeit und Depot eines Cateringunternehmens.

## Architektur
Auffallend an diesem breiten freistehenden Giebelbau mit dem leicht geknickten Satteldach sind seine stabilen Proportionen. Zwei weithin sichtbare Giebelfassaden, die eine vollständig gemauert und ohne Vordach, die andere mit einem klar gestalteten Fachwerkgiebelfeld und breitem Vordach, gehören zum Schmuck dieses massiven Steinhauses. Die weitgehend erhaltene Fünfteilung des nicht unterkellerten Erdgeschosses weist auf die ursprüngliche Nutzung mit zwei Trottwerken.

## Lage
Die «Rote Trotte» befindet sich im «Grafenstein», am Südfusse des «Brüelbergs» nähe des Brühlbergturms. Das Gebäude, in fast ebenem Gelände (leicht geneigter Hangfuss), lag früher am Fuss der Rebberge entlang des «Brüelbergs», oberhalb des Tössufers. Heute liegt es an der Verbindungsstrasse Wülflingen – Töss.

## Rebbau in Wülflingen – Töss
Alle südlich exponierten Hänge im Gemeindegebiet von Wülflingen waren noch im 18. Jahrhundert mit Reben bepflanzt. Flurnamen und Strassenbezeichnungen wie «Herrenrebenweg», «Winzerstrasse», «Weinbergstrasse» oder «Rebenweg» sowie einige Trottengebäude erinnern an die Zeit, da sich am Fuss des «Wolfensberges», des «Brüelbergs» und im Gebiet von «Taggenberg» und «Sporrer» grosse Rebberge ausdehnten. Auch die Arbeit in den Reben unterlag dem Flurzwang. Die Dorfvorgesetzten bestimmten noch 1776, an welchen Werktagen von nachmittags ein Uhr bis zur Vesper im Weinberg gearbeitet werden durfte.